# Raúl Goni Bayo
Raúl Goni Bayo (Saragossa, 12 d'octubre de 1988) és un futbolista aragonès, que ocupa la posició de defensa.
Vinculat al Reial Saragossa, equip amb el qual debuta a la primera divisió a la campanya 07/08. Actualment juga al segon equip dels aragonesos.